# باول داير
باول داير (بالإنجليزية: Paul Dyer)‏ (24 يناير 1953 في المملكة المتحدة - ) هو لاعب كرة قدم بريطاني في مركز الوسط. لعب مع إبسفليت يونايتد وكولتشستر يونايتد ونوتس كاونتي ونادي تشيلمسفورد.